# Incidente del Douglas DC-4 di Air Ferry del 1967
L'incidente del DC-4 dell'Air Ferry del 1967 avvenne il 3 giugno 1967, quando un Douglas DC-4 dell'Air Ferry, registrato come G-APYK e percorrente una rotta charter non programmata tra l'aeroporto di Manston nel Kent, in Inghilterra, e l'aeroporto di Perpignano in Francia colpì il monte Canigou in Francia, uccidendo tutte le 88 persone a bordo. La causa dell'incidente fu determinata nell'avvelenamento da monossido di carbonio dell'equipaggio di volo dovuto al sistema di riscaldamento della cabina difettoso. Lo schianto è il peggior incidente aereo che abbia mai coinvolto un DC-4.

## L'incidente
Il volo era la prima tappa di un pacchetto vacanze di 15 giorni sulla Costa Brava, organizzato dall'agenzia di viaggi Lyons Tours. A bordo dell'aereo erano presenti 83 passeggeri e 5 membri d'equipaggio.
Alle 10:04, l'aereo riferì al controllo del traffico aereo di Perpignano che tutto andava bene, la visibilità era buona e che stavano iniziando a scendere. Pochi minuti dopo, il velivolo colpì il monte Canigou, alto 9.000 piedi, a sud-ovest di Perpignano, distruggendosi e uccidendo tutti gli 88 occupanti a bordo.

## L'aereo
L'aereo Douglas DC-4 era stato costruito come C-54A Skymaster per le forze aeree dell'esercito degli Stati Uniti nel 1942. Era stato importato dal Regno Unito nel 1960 dalla Starways, e Air Ferry lo acquistò nel 1963. Aveva volato per un totale di 42.300 ore al momento del suo ultimo controllo di manutenzione.

## L'indagine
Un'indagine del Ministero dei trasporti francese sull'incidente concluse che l'incidente fu il risultato di una serie di errori da parte dell'equipaggio, ma che il loro comportamento irrazionale era stato causato dall'avvelenamento da monossido di carbonio da un riscaldatore difettoso. Gli investigatori menzionarono pure che le difficoltà linguistiche tra l'equipaggio e il controllore di Perpignano e il mancato utilizzo di apparecchiature di radiodiffusione per determinare la posizione dell'aereo potrebbero aver contribuito alla tragedia.